# Assassinio nella cattedrale (film)
Assassinio nella cattedrale (Murder in the Cathedral) è un film del 1952 diretto da George Hoellering.
La sceneggiatura è di Thomas Stearns Eliot che la derivò dal suo dramma teatrale omonimo Assassinio nella cattedrale.
La pellicola non include, fra i personaggi, la figure di uno dei quattro tentatori, cui presta voce, fuori campo, lo stesso Eliot.

## Trama
L'arcivescovo Thomas Becket affronta le sue tentazioni prima del suo assassinio nella cattedrale di Canterbury nel 1170.

## Cast
Fra gli interpreti principali figurano: John Groser (Thomas Becket), Alexander Gauge (re Enrico II d'Inghilterra), David Ward (primo tentatore), George Woodbridge (secondo tentatore), Basil Burton (terzo tentatore), T.S. Eliot (quarto tentatore, voce fuori campo), Donald Bisset (primo sacerdote), Clement McCallin (secondo sacerdote), Michael Groser (terzo sacerdote), Mark Dignam (primo cavaliere), Michael Aldridge (secondo cavaliere), Leo McKern (terzo cavaliere), Alban Blakelock (vescovo), Niall MacGinnis (araldo), John Van Eyssen (sacerdote).
Le musiche originali del film sono di Laszlo Lajtha e sono dirette da Adrian Boult; mentre la fotografia è firmata da David Kosky. Il montaggio è dovuto ad Anne Allnott e le scenografie a Peter Pendrey.

## Distribuzione
Il film fu presentato alla Mostra del Cinema di Venezia 1951, dove si aggiudicò il Grand Prix della giuria e fu messo in distribuzione l'anno successivo (sul mercato statunitense il 25 marzo 1952).